# Эль-Каприччо
Эль-Капричо, Эль-Каприччо (кат. Capricho de Gaudí) — летний особняк на кантабрийском побережье в местечке Комильяс близ города Сантандера, построенный в 1883—1885 годах по проекту известного каталонского архитектора Антонио Гауди.

## История
Заказ поступил от Максимо Диаса де Кихано, родственника Эусебио Гуэля, получившего от испанского короля титул маркиз де Комильяс. Здание построено для наследника маркиза. Строительство проходило под руководством архитектора Кристофола Касканте-и-Колома. Сам Гауди ни разу не посетил строительную площадку.

## Экстерьер
Снаружи здание облицовано рядами кирпича и керамической плитки. Главный фасад подчёркнуто выделен в цоколе окрашенной в охряные и серые цвета рустикой с грубым рельефом. Первый этаж облицован широкими рядами разноцветных кирпичей чередующимися с узкими полосами майоликовых плиток с рельефными слепками соцветий подсолнуха.

## Планировка
В конструктивном плане в проекте использовано горизонтальное распределение пространства, жилые помещения выведены окнами к долине, нисходящей к морю. В цокольном этаже размещены кухня и хозяйственные службы, на первом этаже - просторные залы, курильня, жилые помещения и несколько гостевых спален с отдельными ванными комнатами. Через галерею из любой спальни можно попасть в сердце здания — салон-гостиную с двухуровневым потолком.